# Моисеевка (Владимирская область)
Моисеевка — опустевшая деревня в Гороховецком районе Владимирской области России, входит в состав Фоминского сельского поселения.

## География
Деревня расположена в 7 км на юго-запад от центра поселения села Фоминки и в 44 км на юго-запад от Гороховца.

## История
В окладных книгах Рязанской епархии 1678 года деревня входила в состав Ростригинского прихода, в ней было 9 дворов крестьянских и 4 бобыльских.
В XIX — первой четверти XX века деревня входила в состав Фоминской волости Гороховецкого уезда, с 1926 года — в составе Муромского уезда. В 1859 году в деревне числилось 17 дворов, в 1905 году — 45 дворов, в 1926 году — 52 дворов.
С 1929 года деревня являлась центром Мосеевского сельсовета Фоминского района Горьковского края, с 1940 года — в составе Фоминского сельсовета, с 1944 года — в составе Владимирской области, с 1959 года — в составе Гороховецкого района, с 2005 года — в составе Фоминского сельского поселения.

## Население
| 1859 | 1905 | 1926 | 2002 | 2010 | 2021 |
| ---- | ---- | ---- | ---- | ---- | ---- |
| 232  | ↗385 | ↘375 | ↘0   | →0   | →0   |